# David Sancious
David Sancious (Asbury Park, 30 novembre 1953) è un musicista statunitense.

## Biografia
Dopo avere studiato il pianoforte a partire dall'età di sette anni e la chitarra a partire dagli undici, Sancious si affaccia sulla scena musicale di Asbury Park tra la fine degli anni sessanta e l'inizio degli anni settanta suonando in varie formazioni insieme a Bruce Springsteen e altri membri della futura E Street Band. 
Ha lasciato la E Street Band nel 1974 per formare il suo gruppo, i Tone, con cui ha realizzato quattro album. Successivamente è diventato un celebre musicista da studio e da tour, e ha collaborato con numerosi artisti tra i quali Claudio Baglioni, Tullio De Piscopo, Zucchero Fornaciari, Jon Anderson, Marshall Crenshaw, Bryan Ferry, Peter Gabriel, Patti Austin, Seal, Aretha Franklin, Carlos Santana, Sting, Sheena Easton, Albert King, Patti LaBelle, Francesco De Gregori Eric Clapton

### Con Bruce Springsteen
Nel giugno 1972 Bruce Springsteen chiese a Sancious di suonare le tastiere nel suo album di debutto Greetings from Asbury Park, N.J.. Nella primavera del 1973 Sancious diventò  membro stabile del gruppo di musicisti che accompagnano Springsteen e si fece notare per il suo utilizzo di pezzi di musica classica o jazz durante le introduzioni dei brani. Fornì poi un importante contributo nel secondo album di Springsteen The Wild, the Innocent & the E Street Shuffle: suoi sono inffati l'assolo di organo in Kitty's Back e l'introduzione di pianoforte in New York City Serenade e molti arrangiamenti jazzistici nel disco. Suonò anche il sassofono in The E Street Shuffle. Nel 1974 contribuì alla registrazione della canzone che dà il titolo al terzo album di Springsteen Born to Run. Sancious tornò anni a dopo a lavorare con Springsteen nell'album Human Touch del 1992 come organista.

### Con i Tone
Nell'agosto del 1974 Sancious e il batterista Ernest Carter (che pochi mesi prima aveva partecipato alle registrazioni di Born to run su invito dello stesso Sancious) lasciano l'E Steet Band e fondano i Tone insieme a Gerald Carboy (basso).L'album di debutto dei Tone è Forest of feelings (1975). Seguiranno Transformation: speed of love (1976), Dance Of The age of enlightenment (1977), True stories (1978). Insieme ai Tone lo stile musicale di Sancious subisce un cambiamento radicale rispetto agli esordi: i Tone esplorano il progressive rock e la jazz fusion, assimilandosi così più agli Yes e ai Genesis che non a Springsteen. 

### Da solo
Dopo lo scioglimento dei Tone Sancious incide gli album solisti Just As I Thought (1979) e The Bridge (1980). Il 14 dicembre 1980 in ricordo di John Lennon, ucciso pochi giorni prima, registra per la stazione radio di new York WNEW-FM un'improvvisazione basata sulla canzone Across the Universe. Più di recente Sancious ha inciso da solo Nine Piano Improvisations (2000), Cinema (2005) e Live in the now (2007).

### Collaborazioni
Sancious ha suonato ogni genere di musica (classica, rock, jazz, blues, funk) guadagnadosi la stima di molti altri musicisti. Peter Gabriel ha definito Sancious "musicista dei musicisti".
Negli anni '70 Sancious è attivo nel circuito jazz fusion. Collabora in tour e in studio con Stanley Clarke, suonando le tastiere e la chitarra in una band che include anche John McLaughlin e Billy Cobham.
Nel 1976 Sancious collabora all'album di debutto di Narada Michael Walden (Garden of Love Light). Negli anni '80 Walden utilizzerà regolarmente un gruppo di musicisti comprendenti oltre allo stesso Sancious Randy Jackson e Corrado Rustici.
Nel 1982 Sancious collabora con Jon Anderson degli Yes nel suo album Animation. Nel relativo tour, oltre a composizioni di Anderson e degli YES, viene eseguita anche The Play and Display of the Heart, tratta dall'album Transformation: speed of love dei Tone.
Nel 1986 Sancious insieme a Jackson e Walden nell'album Rispetto di Zucchero Fornaciari prodotto da Rustici. Sancious collaborerà molte altre volte con Zucchero sia in studio (da Rispetto, in tutti i dischi fino a Shake del 2001, ad esclusione del solo Bluesugar) che in tour (compreso nel celebre live al Cremlino del 9 dicembre 1990).
Nel 1988 Sancious è membro della band di Peter Gabriel durante l'Amnesty International Human Rights Now! Tour. Nel corso del tour in alcune occasioni suona anche insieme a Springsteen e l'E Street Band con cui aveva collaborato all'inizio della carriera.
Nei primi anni '90 Sancious inizia a collaborare con Sting negli album The Soul Cages e Ten Summoner's Tales e nei relativi tour. La collaborazione dura ancora oggi. 
Dello stesso periodo è la collaborazione con Claudio Baglioni per l'album Oltre.
Nel 2003 Sancious incide con Robert Dupree un album di 9 canzoni che riceve una buona accoglienza nei circuiti jazz americani ed europei.
Nel 2005 Sancious appare in Wings For Wheels, documentario incluso nella speciale edizione per i 30 anni dall'uscita di Born to run di Springsteen.